# Taisnières-en-Thiérache
Taisnières-en-Thiérache là một xã ở trong tỉnh Nord ở miền bắc nước Pháp. Xã này có diện tích 8,5 kilômét vuông, dân số năm 1999 là 497 người. Xã nằm ở khu vực có độ cao trung bình 140 mét trên mực nước biển.